# Баранкоси

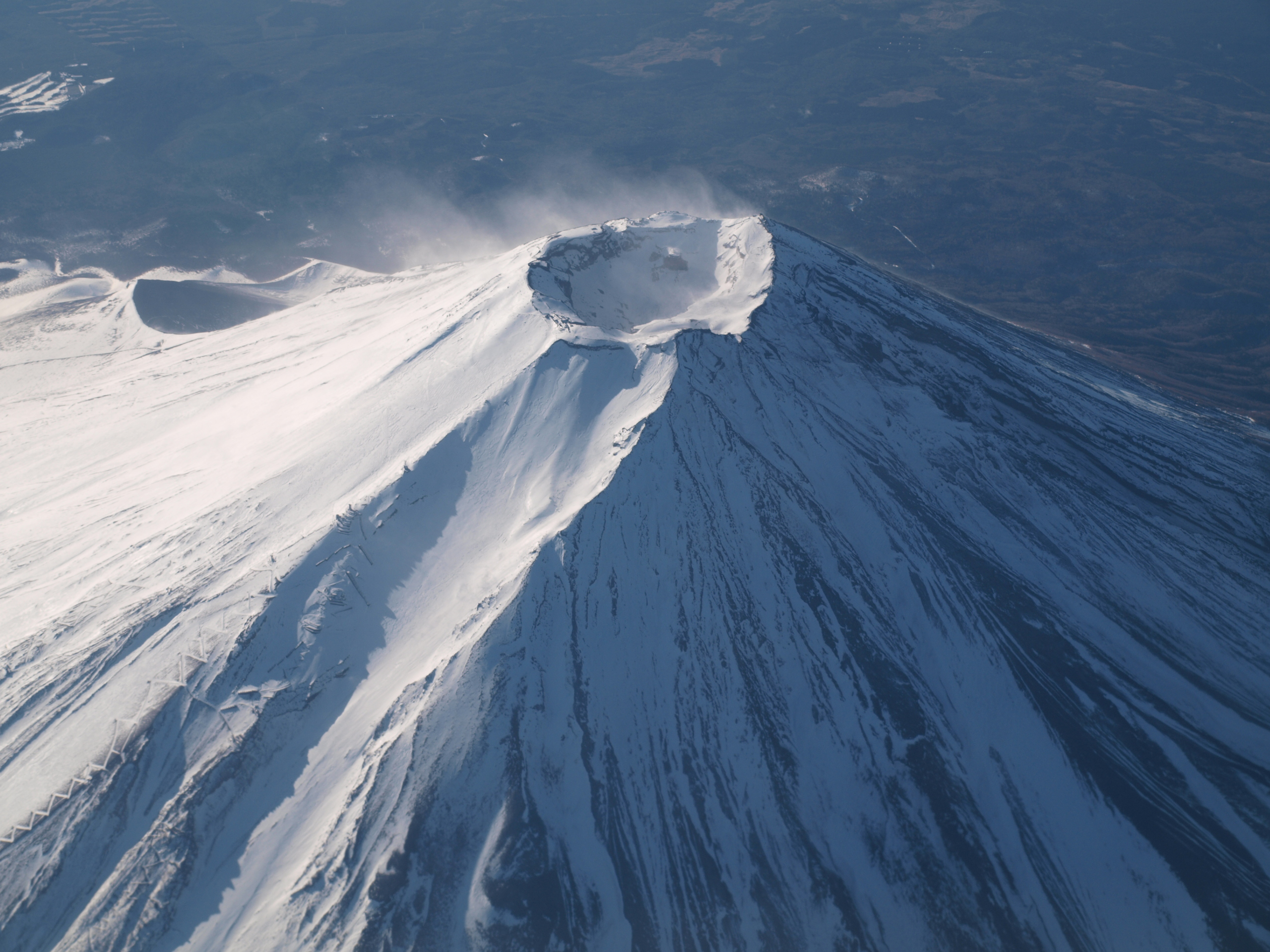
Гора Фудзі

Баранкоси (ісп. barrancos — множина від barranco — глибокий яр) — це глибокі борозни на схилах вулкана, які утворюються внаслідок розмивної дії водних потоків.